# Gran premio del Mediterraneo

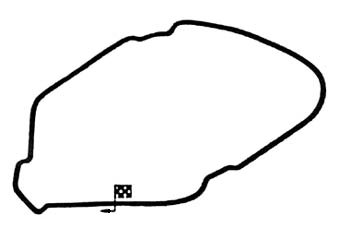
Mappa del circuito di Pergusa

Il Gran Premio del Mediterraneo è stata una corsa automobilistica che si è disputata dal 1962 al 2003 nell'autodromo di Pergusa in Sicilia, conosciuta anche come ''Gran Premio di Enna''.

## Storia
Come Gran Premio del Mediterraneo si è disputata dal 1962 utilizzando le vetture di Formula 1 per quattro anni fino al 1965, in gare non valide però per il campionato mondiale. Venne in seguito corsa con le vetture di Formula 2 in una prova valida per il campionato europeo fino al 1984.
Da allora fu sostituito con le vetture di Formula 3000 (1985-1998).
L'ultima edizione del Gran premio fu disputata nel 1999, valida per la Sport Racing World Cup, come gara di durata con vetture Sport.
La 41ª edizione, prevista nel calendario FIA per il 2 maggio 2004 per il campionato europeo di Formula 3000, non fu poi disputata.
Nel 2019 viene annunciato che il circuito di Pergusa avrebbe ospitato il Gran Premio del Mediterraneo come tappa dell'Euroformula Open 2020. La gara non si disputò a seguito della Pandemia di COVID-19, e il circuito uscì dal calendario.
Il Gran Premio, fiore all'occhiello dello sport siciliano, ha attirato al Villaggio Pergusa (frazione di Enna), nel corso degli anni decine di migliaia di spettatori per ogni gara. Tra i piloti a vincere il Gran Premio John Surtees, Jackie Stewart, Clay Regazzoni, René Arnoux, Juan Pablo Montoya, David Coulthard, Luca Badoer.

## Albo d'oro
| Anno | Data          | Pilota vincitore   | Scuderia vincitrice | Categoria                                                            |
| ---- | ------------- | ------------------ | ------------------- | -------------------------------------------------------------------- |
| 1962 | 19 agosto     | Lorenzo Bandini    | Ferrari             | Campionato mondiale di Formula 1 (gara non valida per il campionato) |
| 1963 | 18 agosto     | John Surtees       | Ferrari             | Campionato mondiale di Formula 1 (gara non valida per il campionato) |
| 1964 | 16 agosto     | Jo Siffert         | Brabham-BRM         | Campionato mondiale di Formula 1 (gara non valida per il campionato) |
| 1965 | 15 agosto     | Jo Siffert         | Brabham-BRM         | Campionato mondiale di Formula 1 (gara non valida per il campionato) |
| 1966 | Non disputato | Non disputato      | Non disputato       | Non disputato                                                        |
| 1967 | 20 agosto     | Jackie Stewart     | Matra-Ford          | Campionato europeo di Formula 2                                      |
| 1968 | 25 agosto     | Jochen Rindt       | Brabham-Ford        | Campionato europeo di Formula 2                                      |
| 1969 | 24 agosto     | Piers Courage      | Brabham-Ford        | Campionato europeo di Formula 2                                      |
| 1970 | 23 agosto     | Clay Regazzoni     | Tecno-Ford          | Campionato europeo di Formula 2                                      |
| 1971 | Non disputato | Non disputato      | Non disputato       | Non disputato                                                        |
| 1972 | 20 agosto     | Henri Pescarolo    | Brabham-Ford        | Campionato europeo di Formula 2                                      |
| 1973 | 27 agosto     | Jean-Pierre Jarier | March-BMW           | Campionato europeo di Formula 2                                      |
| 1974 | 25 agosto     | Hans-Joachim Stuck | March-BMW           | Campionato europeo di Formula 2                                      |
| 1975 | 27 luglio     | Jacques Laffite    | Martini-BMW         | Campionato europeo di Formula 2                                      |
| 1976 | 25 luglio     | René Arnoux        | Martini-Renault     | Campionato europeo di Formula 2                                      |
| 1977 | 24 luglio     | Keke Rosberg       | Chevron-Hart        | Campionato europeo di Formula 2                                      |
| 1978 | 23 luglio     | Bruno Giacomelli   | March-BMW           | Campionato europeo di Formula 2                                      |
| 1979 | 29 luglio     | Eje Elgh           | March-BMW           | Campionato europeo di Formula 2                                      |
| 1980 | 2 agosto      | Siegfried Stohr    | Toleman-Hart        | Campionato europeo di Formula 2                                      |
| 1981 | 26 luglio     | Thierry Boutsen    | March-BMW           | Campionato europeo di Formula 2                                      |
| 1982 | 1º agosto     | Thierry Boutsen    | Spirit-Honda        | Campionato europeo di Formula 2                                      |
| 1983 | 31 luglio     | Jonathan Palmer    | Ralt-Honda          | Campionato europeo di Formula 2                                      |
| 1984 | 29 luglio     | Mike Thackwell     | Ralt-Honda          | Campionato europeo di Formula 2                                      |
| 1985 | 28 luglio     | Mike Thackwell     | Ralt-Ford           | Campionato europeo di Formula 3000                                   |
| 1986 | 20 luglio     | Luis Pérez-Sala    | Ralt-Ford           | International Formula 3000                                           |
| 1987 | 19 luglio     | Roberto Moreno     | Ralt-Honda          | International Formula 3000                                           |
| 1988 | 17 luglio     | Pierluigi Martini  | March-Judd          | International Formula 3000                                           |
| 1989 | 23 luglio     | Andrea Chiesa      | Reynard-Ford        | International Formula 3000                                           |
| 1989 | 23 luglio     | Andrea Chiesa      | Reynard-Ford        | International Formula 3000                                           |
| 1990 | 22 luglio     | Gianni Morbidelli  | Lola-Ford           | International Formula 3000                                           |
| 1991 | 7 luglio      | Emanuele Naspetti  | Reynard-Ford        | International Formula 3000                                           |
| 1992 | 12 luglio     | Luca Badoer        | Reynard-Ford        | International Formula 3000                                           |
| 1993 | 18 luglio     | David Coulthard    | Reynard-Ford        | International Formula 3000                                           |
| 1994 | 17 luglio     | Gil de Ferran      | Reynard-Zytek Judd  | International Formula 3000                                           |
| 1995 | 23 luglio     | Ricardo Rosset     | Reynard-Ford        | International Formula 3000                                           |
| 1996 | 21 luglio     | Marc Goossens      | Lola-Zytek          | International Formula 3000                                           |
| 1997 | 20 luglio     | Jamie Davies       | Lola-Zytek          | International Formula 3000                                           |
| 1998 | 6 settembre   | Juan Pablo Montoya | Lola-Zytek          | International Formula 3000                                           |
| 1999 | 18 luglio     | Giorgio Vinella    | Arden Russia        | Formula 3000 italiana                                                |
| 2000 | 9 settembre   | Darren Manning     | Arden Russia        | Formula 3000 italiana                                                |
| 2001 | 6 maggio      | Felipe Massa       | Draco Junior        | Euro Formula 3000                                                    |
| 2002 | 18 maggio     | Alessandro Piccolo | Lola-Zytek          | Euro Formula 3000                                                    |
| 2003 | 25 maggio     | Augusto Farfus     | Lola-Zytek          | Euro Formula 3000                                                    |